# Sverre de Norvège
Sverre Sigurdsson (en vieux norois Sverrir Sigurðarson né vers 1151/1152 - † le 8 mars 1202), fils illégitime autoproclamé de Sigurd II de Norvège, roi de Norvège de 1184 à 1202.

## L'origine de Sverre Sigurdsson
À l’époque du règne conjoint des fils d’Harald IV de Norvège, le « fabricant de peignes » Unas Kambari, un frère de Hroi l’évêque des îles Féroé, épouse une Norvégienne nommée Gunhild. Elle donne naissance en 1151/1152 à un fils qui est appelé Sverre ou Sverrir et considéré par tous comme le fils d’Unas. Lorsqu’il a cinq ans il est envoyé aux îles Féroé et élevé par son oncle l’évêque  qui l’éduque pour la prêtrise et l’ordonne
Pendant ses études le jeune homme a un songe prophétique dans lequel il se voit sous la forme d’un oiseau immense couvrir de son ombre l’ensemble du territoire de la Norvège. Le sage Einar, son ami et condisciple, auquel il s’ouvre de ses inspirations et de ses ambitions lui affirme que cette vision présage sans doute son élection à l’archidiocèse de Nidaros
aujourd'hui Trondheim.
Selon la tradition, Sverre ne sut pas qui était son véritable père avant l’âge de 24 ans. À cette époque en effet sa mère au cours d’un pèlerinage à Rome aurait confessé que Sverre n’était pas le fils d’Unas mais celui du roi Sigurd II Mund tué en 1155. Cet aveu est rapporté au Pape et il commande à Gunhild d’informer son fils de sa véritable origine… Elle retourne en Norvège puis aux îles Féroé où elle avoue à Sverre qu'il était le fils du roi Sigurd II

### Sverre l’usurpateur?
Cette version officielle des faits antérieurs à 1180, développée dans la partie de la Sverris saga écrite par l’abbé islandais Karl Jónsson sous la surveillance et presque sous la dictée du roi lettré lui-même, a laissé perplexes les historiens modernes,. 
Les chroniqueurs contemporains étaient déjà partagés sur le sujet. Ceux qui comme Saxo Grammaticus ou William de Newburgh puisent leurs sources auprès des milieux de la haute aristocratie et de l'Église favorables à Magnus Erlingsson, le considèrent comme un « usurpateur et un tyran ». D'autres comme Roger de Hoveden et Benoît de Peterborogh précisent que Sigurd Munn avait bien trois fils illégitimes Haakon, Sigurd et Sverre nés de trois mères différentes.
Né vers 1151/1152 Sverre devait avoir été ordonné prêtre malgré le défaut d’âge légal dans son diocèse natal. Il ne renonce à la prêtrise qu’en 1179 et selon sa saga il n’apprend le nom de son vrai père qu’à l’âge de 24 ans. 
Sverre est sans doute un imposteur comme son grand-père putatif Harald Gille. Contrairement à ce dernier le prétendant Sverre a toujours refusé de se soumettre à une ordalie qui était la preuve naturelle de ce type de prétentions ou même au combat singulier que lui proposait Magnus V de Norvège craignant sans doute qu’un résultat incertain ou négatif ne mette en échec ses plans. G.M Gathorne-Hardy estime que Sverre ne croyait pas lui-même à sa propre légitimité et que son seul but était de s’emparer du trône. D'où également la considération dont il entoure ses ennemis vaincus et tués : Erling Skakke et Magnus V de Norvège ; comme preuve de son respect pour la continuité monarchique. 
La reconnaissance par sa pseudo sœur Cécilia Sigurdsdatter n’est guère probante dans la mesure où cette dernière se saisit de ce prétexte pour abandonner peu après son époux suédois Folkvid le Lögsögumad et retourner en Norvège avec son fils Håkon Galin pour s’y remarier ensuite avec un compagnon de Sverre, Bård Guttormsson.
Enfin le soutien du Jarl Birger Brosa dont les domaines du Varmland étaient frontaliers avec la Norvège n’est qu’un acte politique pragmatique de la part des Suédois qui cherchaient à maintenir au pouvoir en Norvège un parti qui leur était favorable afin de faire contrepoids avec la politique de la famille d’Erling Skakke favorable à une alliance voire une vassalisation par Valdemar Ier de Danemark. 
Cette même politique est d’ailleurs ensuite poursuivie par les rois successifs Knut Ericksson puis Sverker Karlsson qui appartenaient pourtant à deux lignées antagonistes la maison d'Erik et celle de Sverker qui alternaient sur le trône. Notons enfin que la Sverris saga, précise elle-même que le Jarl Birger Brosa n’a accepté de soutenir Sverre qu’après que son candidat Øystein Møyla a été tué à Re en 1177 par Magnus V de Norvège.

## Le prétendant

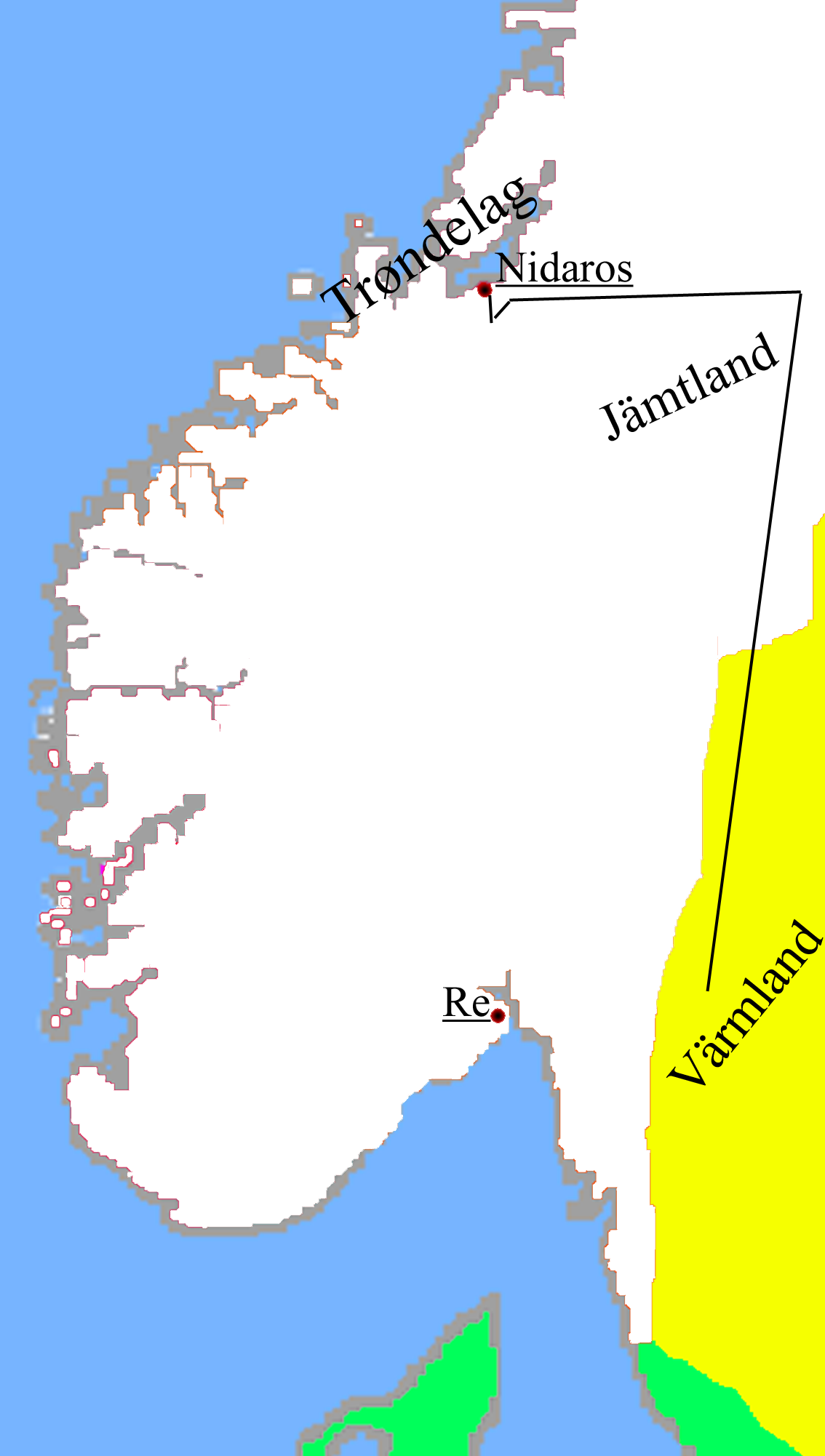
Campagne de Sverre d'Øreting à Nidaros

En 1176, Sverre se rend en Norvège afin d’examiner la situation du royaume. Il se mêle au peuple, apprend à connaître le sentiment général, parle avec un membre de la garde du corps du roi et rencontre même le régent Erling Skakke. Cependant il ne dévoile ni son identité ni ses plans. Il poursuit ensuite son voyage à travers le Götaland jusque chez le jarl Birger Brosa où il arrive trois jours avant Noël. Brigitta, l’épouse du jarl, était la demi-sœur de Sigurd Mund et Sverre n’hésite pas à leur confier ses troubles. Dans un premier temps ils refusent de le soutenir car ils avaient promis d’aider son cousin Eystein Eysteinsson Meyla mais aussi parce qu’ils craignent qu'Erling Skakke ne leur envoie ce jeune homme pour les ridiculiser…
Sverre passe avec eux toutes les fêtes et leur dévoile finalement ses ambitions. Après Noël il se rend en Värmland afin de rencontrer Cécilia une fille de Sigurd II de Norvège qui était l’épouse du noble Folkvid le Lögsögumad. Ils le reçoivent tous deux avec empressement. Des rumeurs annonçant la défaite et la mort d’Eystein Eysteinsson parviennent alors à Sverre et les « Birkebeiner » qui avait appris l’existence au Värmland d’un fils de Sigurd lui envoient une délégation lui demandant de prendre leur tête. Dans un premier temps il refuse parce que les Birkebeiner n’étaient qu’une petite bande désorganisée mais lorsqu’ils le menacent de le tuer et de porter sa tête en gage de soumission au roi Magnus V de Norvège il accepte. Il bénéficie par contre désormais de l’appui sans faille de Birger Brosa et de son épouse qui constituent en Suède une base arrière pour le mouvement.
Avec une bande de 70 hommes il part du Viken dans la Norvège méridionale et au cours de sa progression sa troupe atteignit 420 hommes. Un Thing fut réuni et les Birkebeiner l’acclamèrent comme roi bien qu’il fût opposé à assumer ce titre dans d’aussi mauvaises conditions. Il poursuit alors sa marche en suivant le côté suédois de la frontière. Il imposait à ses hommes une stricte discipline et leur interdisait le pillage. Il fut alors abandonné par beaucoup de ses nouveaux partisans si bien que sa troupe se réduisit de nouveau au noyau initial de 70 hommes très résolus. 
Avec cette petite troupe Sverre apparaît soudainement devant Nidaros au Trondelag, mais la ville disposait d’une forte garnison et le gouverneur marcha contre lui avec 1 450 hommes. Sverre se retire mais continue de battre la campagne autour de la cité jusqu’à ce qu’il ait renforcé sa troupe. Il saisit les navires dans le port et défait plusieurs petits escadrons venus rejoindre la flotte chargée de défendre la province du Trondelag.
Les Lendermönd abandonnent alors la ville qui se soumet et où Sverre fait son entrée dans une joyeuse procession au son des cloches. Il assemble l'Øyrating, comprenant douze représentants de chacun des huit fylker (districts) de la province, et il est proclamé roi de Norvège conformément aux lois de saint Olaf, c’est-à-dire en accord avec la vieille loi de succession qui n’excluait pas les fils illégitimes du trône. La loi de 1164 n’était plus reconnue et le roi Magnus V de Norvège était traité comme un usurpateur. L’archevêque Eystein Erlendsson qui n’est pas mentionné dans ces événements devait être absent de Norvège à cette époque ce qui explique sans doute la relative facilité avec laquelle Sverre réussit à prendre Nidaros.
La rumeur des événements du Trondelag parvient au roi Magnus V de Norvège et au régent Erling Skakke qui envoient en hâte leur flotte vers le nord le long de la côte. Sverre n’attend pas leur arrivée et marche à travers les montagnes vers le Gudbrandsdal pour atteindre le lac Mjøsa où il se trouve face aux Lendermönd de Magnus Erlingson qui disposent de 1 400 hommes et de 18 bateaux.
Il ne s’aventure pas à s’attaquer à eux mais envoie un détachement au Randsfjord où des navires sont saisis et les forces locales vaincues. Orm Kongsbroder, un demi-frère du roi Inge Ier, qui était le principal lieutenant du roi Magnus, avance à partir du Viken avec une importante armée. Avec beaucoup de difficultés Sverre réussit à transporter à travers les terres les petits bateaux du Randsfjord à Mjosen . 
Avec eux il attaque les Lendermönd, les surprend et les défait. Il capture alors tous les vaisseaux rassemblés sur le lac. L’ensemble de l’Oppland lui est soumis mais ses forces sont tellement faibles qu’il ne peut pas laisser de garnison ni occuper en permanence les régions conquises.
Désormais les Birkebeiner seront généralement soutenus par le Trondelag. Il ne s'agit pas seulement d'un parti purement local comme il s'en était constitué tant de fois depuis le début des guerres civiles, car Sverre Sigurdsson dirige en effet l'action de ces proscrits vers une véritable révolution sociale hostile à la fois à l'aristocratie et aux prélats.

## La longue marche vers le pouvoir

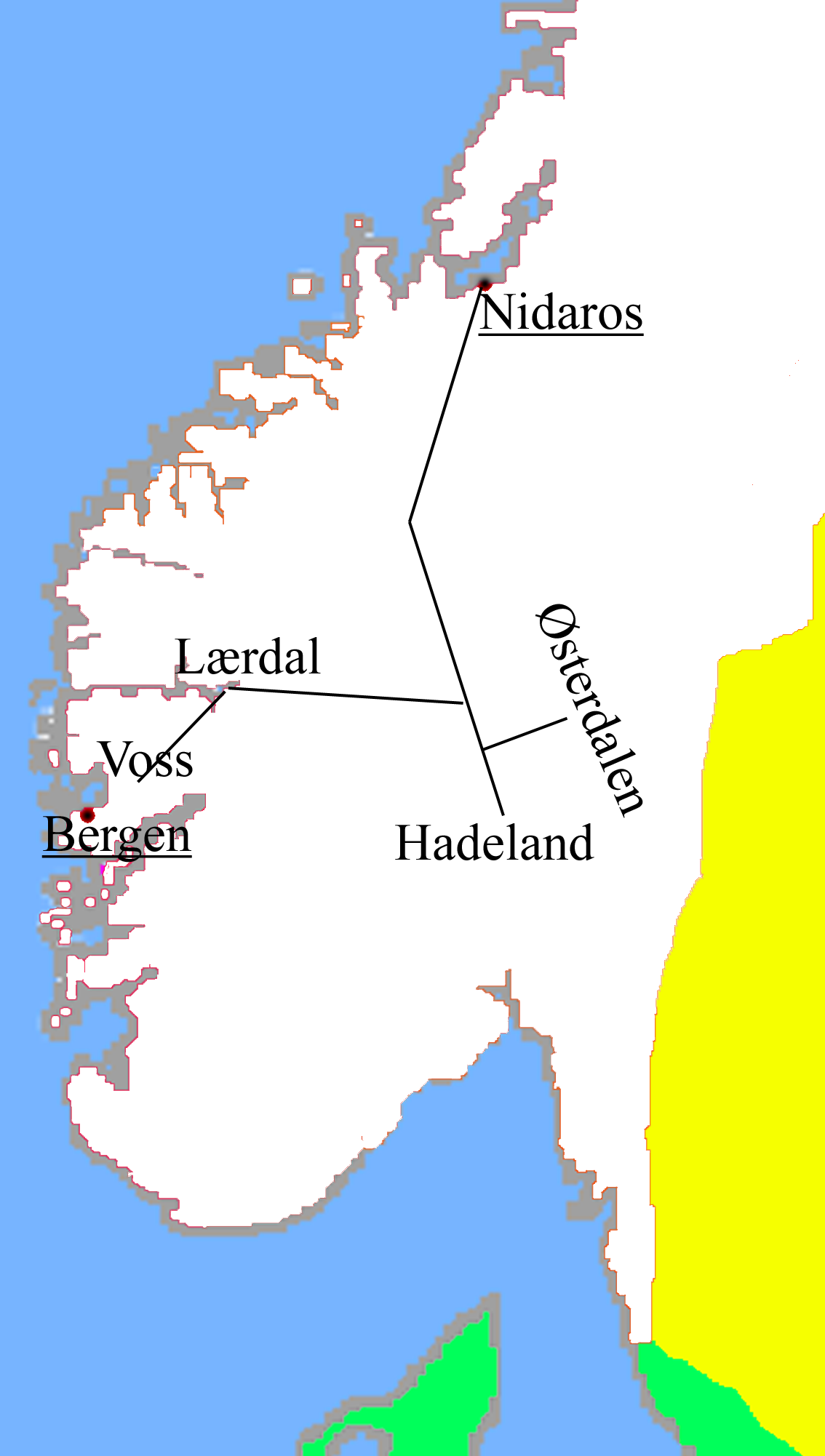
Campagnes des troupes Sverre après 1177

Sverre débuta sa campagne de 1178 au Jämtland où il obligea la population à le reconnaître. Il semble qu’il avait pour but de se constituer une base d’opérations à partir de laquelle il pourrait attaquer de nouveau Trondheim qui était retombée entre les mains du roi Magnus V Erlingsson et de l’archevêque Eystein.
Lorsqu’il atteignit Namdalemn, un district du nord du Trondelag, il assembla ses hommes et leur déclara que la puissance de leurs adversaires, le roi et son père, était immense et qu’il était difficile de rivaliser avec eux. Dans ce contexte selon lui trois possibilités restaient ouvertes :
1. aller au nord dans le Hålogaland et recruter des amis et des navires ;
2. abandonner le pays et aller dans les îles occidentales où il estimait avoir de bonnes chances d’obtenir des appuis ;
3. organiser une expédition de pillage en Irlande ou dans un autre pays de l’ouest car selon lui la popularité de Magnus et d’Erling ne se maintiendrait pas dans le pays.

Les Birkebeiner rejetèrent ces propositions bien que la conquête de Nidaros ne fût plus chose aussi facile qu’elle l’avait été car l’archevêque était revenu dans sa ville où il pressait les habitants de résister aux Birkebeiner en expliquant que leur nombre était faible, leurs navires petits et qu’il n’était pas dans l’intérêt des marchands de la cité d’abandonner leurs vêtements et leur bien pour vivre comme les voleurs et les vauriens que Sverre avait rassemblés.
Le roi Sverre tenta une première attaque et subit une défaite ; il dut s’enfuir rapidement pour préserver sa vie. Après ce désastre il se réfugia de nouveau dans les montagnes et reprit lentement la route du sud vers le Viken. Le roi Magnus marcha contre lui avec une force importante. Au pont de Hirta, Sverre attaqua le roi et Orm Kongbroder qui étaient tous deux blessés, perdit beaucoup d’hommes et abandonna le terrain. Peu après il obtint un nouveau succès en détruisant une partie de la flotte de Magnus V à Konghella. 
Ces victoires redonnèrent confiance à ses hommes qui obtinrent des provisions et des renforts. À la fin de 1178 il retourna au Trondelag, défit les forces de Magnus V, prit la cité et captura 10 navires, mais cette victoire n’était pas encore définitive. Les chefs du parti royal, Magnus, son père Erling, Orm, et l’archevêque Eystein Erlendsson se trouvaient à Bergen et ils rassemblèrent une grande flotte avec l’intention de l’attaquer au printemps.
À la fin de l’hiver Sverre navigua vers le sud avec sa flotte et rencontra Magnus V au large de Stadt. Du fait de la disproportion des forces en présence, sa seule chance fut de prendre la fuite pour tenter de leur échapper. Il gagna la pleine mer en profitant du brouillard dans lequel ses opposants le perdirent de vue. Ces derniers durent alors se résoudre à diviser leurs forces : Orm et l’archevêque Eystein retournèrent protéger Bergen pendant que le roi Magnus V et son père remontèrent vers le Trondelag.
Sverre était déjà dans la cité lorsqu'ils débarquèrent sans opposition à Kalveskind, une péninsule entre la rivière Nid et la mer, pendant que Sverre prenait position sur l’autre rive de la rivière. Après quelques négociations Sverre se retira et la rumeur laissa entendre qu’il avait abandonné le terrain et était reparti dans les montagnes.
Cette manœuvre donna confiance à Erling qui permit à ses troupes de se retirer pour festoyer et boire dans la ville. Sverre avait bien compris l’importance capitale du combat qui se préparait et était parti se renforcer au Guldal.
Au cours de la nuit du 18 juin il revint au Trondelag à l’aube, rejoignit la cité et s’adressa brièvement à ses hommes pour leur expliquer ce qu’ils avaient à gagner : il leur promit de leur accorder les fonctions et les honneurs de tous les Landermönd et vassaux royaux qu’ils tueraient pendant le combat.
Les sentinelles de Magnus V donnèrent l’alerte et les trompettes de guerre appelèrent les hommes auprès de leurs étendards. Le premier assaut fut si brutal que les hommes d’Erling Skakke furent forcés de s’enfuir et que son étendard fut abattu et lui-même mortellement blessé d’un coup de hallebarde au ventre. Les troupes du roi Magnus s’enfuirent également en désordre et, pour préserver sa vie, il dut abandonner son père mourant. Il l’embrassa et lui dit : « Mon père, je sais que nous nous retrouverons dans un jour de joie ». Les lèvres d’Erling bougeaient mais il ne pouvait plus parler. Il mourut ainsi entouré de ses ennemis. Ce même jour, le 19 juin 1179, périt son gendre Jon Thorbergson de Randeberg. 
Après ce combat Magnus V se retira à Bergen avec l’archevêque et Orm où il passa l’hiver et assembla une nouvelle flotte pendant que Sverre renforçait les défenses de Trondheim.
Des négociations envisageant un partage du royaume tournèrent court car Magnus V se considérait du fait du sacre comme le seul roi légitime et Sverre de son côté comme l’héritier direct de la famille d’Harald Ier Harfagr. Après un autre combat perdu le 27 mai 1180 à Iluvelli près de Nidaros où tombèrent six Lendermönd, le roi Magnus V Erlingson se retira de nouveau à Bergen mais il dut s’enfuir au Danemark alors que l’archevêque Eystein Erlendsson s’exila pour trois ans (de 1180 à 1183) en Angleterre où le roi Henri II d'Angleterre lui donna pour assurer sa subsistance le monastère d’Edmundbury.
Ces grandes défaites avaient décimé l’aristocratie mais non le pouvoir de résistance du parti de Magnus V et de l’Église qui était baptisée désormais par ses adversaires les Helklunger. 
Le 31 mai 1181 alors qu’il se rendait de Bergen vers le Viken, Sverre rencontra une flotte de trente-deux grands navires venant du Danemark commandée par Magnus et Orm. Sa flotte étant la plus petite, Sverre retourna à Bergen où un sanglant engagement naval fut gagné grâce à sa supériorité tactique. Mais cette nouvelle victoire n’était toujours pas décisive. 
Pendant que Sverre, qui avait laissé une garnison à Nidaros, marchait vers Oslo pour défendre le Viken, Magnus investit la ville, attaqua la garnison et captura la flotte de trente-six navires. La situation était de nouveau devenue critique pour Sverre du fait de l’importance de ses pertes qui annihilaient ses victoires des années précédentes. Avec l’énergie qui le caractérisait, il fit front de nouveau, rassembla de nouvelles forces, une petite flotte et contre-attaqua.
Le roi Magnus V après une courte résistance s’enfuit de nouveau au Danemark alors que l’archevêque Eystein Erlendsson revenu de son exil faisait sa soumission. Son rôle politique était terminé et, à partir de plans rapportés d’Angleterre, il consacra les dernières années de son existence jusqu’à sa mort le 1er janvier 1188 à la construction du nouveau chœur gothique de sa cathédrale et à la chapelle de Notre-Dame. En 1229 Eystein fut même proclamé saint par un concile tenu à Nidaros.
Avec l’aide du Knut VI de Danemark, Magnus revint en Norvège au printemps 1184 avec une flotte de vingt-quatre bateaux et 3 000 hommes. Sverre ne disposait que de quatorze navires et 2 000 hommes. Ils se rencontrèrent le 15 juin à la bataille de Fimreite en Sogn. Cette bataille commencée l’après-midi se poursuivit jusqu’à minuit et vit la mort de 2 160 hommes. Sverre Sigurdsson fut finalement victorieux et Magnus V périt avec la fleur de l’aristocratie, dont Orm Kongbroder et son fils Ivar Steig, Harald Ingesson et Magnus Mangi, un petit-fils de l'ancien jarl des Orcades, Rognvald Kali Kolsson.
Son corps retrouvé quelques jours plus tard fut enterré avec un faste royal dans l’église du Christ de Bergen et Sverre prononça son oraison funèbre. Les districts du sud-ouest qui avaient apporté le plus loyal soutien à la cause de Magnus firent alors leur complète soumission.

## Le règne de Sverre Sigurdsson

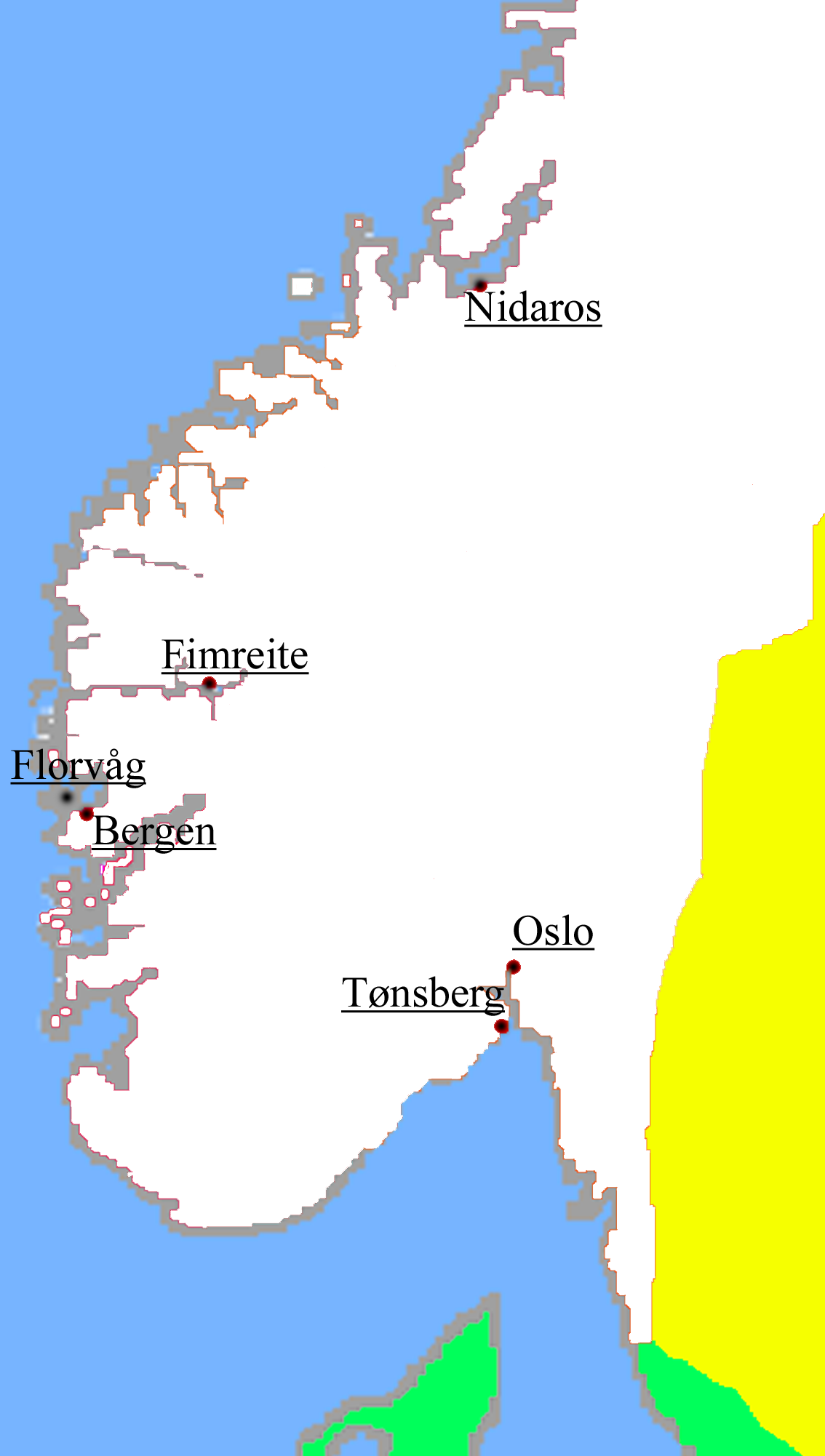
Les combats les plus importants pendant le règne de Sverre

Après la mort de Magnus V ses partisans tirèrent du monastère de Hovedoe à Oslo un moine connu sous le nom de Jon Kuvlung, ils l’acclamèrent dès l’automne 1185 comme roi, en prétendant qu’il était le fils du roi Inge I Krokrygg. L’aristocratie et le clergé lui donnèrent leur soutien et il recruta sous son étendard des aventuriers et des hors-la-loi qui formèrent le parti des « Kuvlungs ». Ils prirent Bergen la forteresse de Bergenhus et le Sverresborg construit par Sverre. Plus tard ils s’emparèrent même de Nidaros et du château royal. Ils sont finalement vaincus par Sverre et Jon est tué en 1188 à Bergen. On sut alors qu’il s’appelait en réalité Orm et que son père se nommait simplement Peter et sa mère Astrid « la rôtisseuse » !
Après que les Kuvlungs eurent été éliminés, une nouvelle bande de rebelles et de maraudeurs se constitua en 1189 sous la direction d’un Islandais de basse origine, Sigurd Brenni c'est-à-dire le Brûleur qui prétendait être également un fils du roi Inge Krokrygg. Il fut défait et tué rapidement par des fermiers en colère.
Après la défaite des « Kuvlungs » les chefs de ce parti tirèrent de l’ombre un autre prétendant, Vikar. C’était un enfant élevé au Danemark et qui se disait le fils de Magnus Erlingson. Ces bandes connues sous le nom de « Varbelgs » et dirigées par un certain Símon Kárasson, furent également défaites à Bristein par les gens de Tønsberg et Vikar tué en 1190.
En cette même année le roi Sverre perdit son demi-frère Erik Kongson qui l’avait fidèlement soutenu dans ses combats avant d’être nommé jarl en 1188. Sa mort après une brève maladie ainsi que celle de sa femme Astrid et de son jeune fils Magnus laisse penser à un empoisonnement par les ennemis du roi.
Un prétendu fils d’Eystein Haraldsson nommé Thorleif Breidskegg qui tenta de soulever le Viken à l’été 1190 fut éliminé dès l’année suivante. À cette époque, des Norvégiens conduits par Ulv av Lauvnes, l'un des chefs Birkebeiner, participèrent à la troisième croisade. Arrivés après la conclusion de la paix en Terre sainte, ils rentrèrent par Constantinople où ils furent bien reçus par l’empereur grec Isaac II Ange. Ulv ne reparut plus en Norvège et il est possible qu’il ait perdu la vie dans cette expédition. La brève période de paix qui suivit la disparition des « Kuvlungs » et des « Varbelgs » ne fut qu’une accalmie avant la tempête.
En 1192, le jarl des Orcades Haraldr II Maddadrson laisse se former sur son territoire une conspiration appelée pour cela « Eyjarskeggjar ou Øyskjegger » (c'est-à-dire les insulaires) destinée à soutenir un nouveau prétendant, Sigurd Magnusson, († 1194), qui est cette fois, un fils illégitime avéré de Magnus.
Un grand nombre d'Orcadiens et de Shetlandais dirigés par le beau-frère du jarl, Olaf Jarlsmaag, Halkel Jonsson époux de Ragnhild Erlingsdatter, sœur du roi Magnus V, et Sigurd Erlingsson bâtard d’Erling Skakke participèrent à l'aventure. Ils bénéficièrent de l’appui de l’évêque Nicolas Arnesson, demi-frère du Roi Inge Ier, qui après avoir été élu au siège de Stavanger venait d’être transféré, malgré la méfiance de Sverre, à celui d’Oslo, où il demeurera évêque de 1190 à 1225.
Arrivés en Norvège en 1193, ils remportèrent une victoire sur les partisans du roi et s'emparèrent d'Oslo puis s'installèrent à Bergen. Ils étaient pacifiques et s'abstenaient de tout pillage, fait exceptionnel pour l'époque. Le 3 avril 1194 venant du Trondelag Sverre surprit leur flotte mouillée dans le Florevag à l’ouest de Bergen et l'anéantit. Les chefs de l'expédition périrent dans le combat ainsi que le prétendant.
Le roi Sverre rendit le jarl des Orcades responsable de la formation de cette armée. Harald accompagné de l'évêque Bjarni Kolbeinsson Skald se rendit en Norvège et s'en remit au jugement du roi qui lui prit toutes les Shetland avec leurs impôts et taxes. Il fit de plus établir la liste des propriétés aux Orcades de tous ceux qui avaient trouvé la mort à la bataille de Florevag et se les appropria. Il donna trois ans aux parents ou descendants des disparus pour racheter les biens confisqués ; passé ce délai ils reviendraient définitivement au souverain norvégien. Sverre installa enfin un gouverneur norvégien dans l'archipel.
Les conditions imposées par le roi à la principauté orcadienne furent si rudes qu'elle ne s'en releva jamais. Sverre soutint même en 1195 les prétentions du cousin et homonyme du jarl, Harald III Ungi, à qui il confirme le titre de jarl donné en 1184 par le roi Magnus V de Norvège et qui est tué en combattant au Caithness en 1198. 
Sverre convoqua également l’évêque d'Oslo Nicolas Arnesson qui, afin de faire oublier sa participation au complot, accepta de le couronner. Le roi convoqua ensuite les évêques Thorir d’Hamar et Nial de Stavanger à Bergen où il fit élire un clerc anglais Martin comme évêque de la ville à la place de Pall décédé avant la bataille de Florevaag. En présence de cette assemblée l’évêque Nicolas le couronna alors solennellement le 29 juin 1194
Méfiant envers les gens du sud, anciens partisans d'Erling Skakke et de Magnus V, Sverre se fixe à Bergen et s'appuie sur les Suédois. Après la mort de sa première épouse Astrid Roesdatter, il était devenu en 1185 le beau-frère du roi Knut Ier de Suède Erikson par son mariage avec Margareta Erikdatter († 1209), une fille du roi Erik le Saint.
Le roi Sverre Sigurdsson ne disposera, finalement que de 16 ans (1180-1196), pour accomplir son œuvre dans un calme précaire. Tombée depuis 1130 aux mains de prétendants aux droits forts suspects la royauté norvégienne avait perdu son ancienne autorité. Le jarl Erling Skakke avait cru trouver un remède à ces usurpations dans l'appui du haut clergé qui avait couronné roi en 1164 Magnus le fils qu’il avait eu de Christina de Norvège, la fille légitime de Sigurd Ier Magnusson Jorsalafarir dernier souverain incontesté du pays. Cette cérémonie était une innovation dans les pays scandinaves. La succession au trône se trouvait maintenait étroitement contrôlée par l’Église qui devait valider l’héritier légitime au trône ou en son absence choisir le nouveau souverain.
Sverre quant à lui, s'appuyait surtout sur sa force militaire et sur ses vieux compagnons de lutte, les membres de sa « Hird » avec le double dessein d'abattre le pouvoir des grandes familles et la puissance politique de l'Église. Il réorganise rapidement l'administration locale dans un sens destiné à renforcer le pouvoir royal. 
Après avoir promulgué le code nommé « Hirðhskrâ » pour les membres de sa « Hirð  » Le roi recruta parmi eux des « Sysselmönd » qui reçurent des pouvoirs de police étendus dans les parties excentrées du pays et furent chargés de contrôler les « Lendermönd » qui étaient devenus du fait des troubles des chefs régionaux pratiquement héréditaires. Il nomma ensuite des « Armönd » de médiocre extraction pour surveiller dans le détail la gestion des intérêts royaux. Les tribunaux paysans furent ensuite placés sous les directions de neuf « Lagmönd » fonctionnaires royaux donnant leurs avis sur chaque affaire soumise aux Thing ou assemblées régionales.
En même temps Sverre relevait une tradition royale presque oubliée en s'intéressant activement à la vie intellectuelle de la Norvège. Il fut sans doute l'instigateur de la mise par écrit des saga royales et pour donner l'exemple il fit rédiger sous sa surveillance par l'abbé Islandais Karl Jonsson le début de sa propre saga « Sverris saga » détaillant les événements survenus jusqu’en 1180.
Son succès contre la féodalité fut facilité par les morts nombreuses causées dans les vieilles familles depuis 1130 par les guerres civiles. Par contre il rencontra dans sa lutte contre l’influence du clergé une résistance très forte. L’archevêque Erik Ivarson (1188-1205 † 1213) élu comme successeur d’Eystein sur le siège de Nidaros se fit l’ardent promoteur du nouveau droit ecclésiastique financièrement et administrativement plus favorable aux évêques.
Quand Sverre eut manifesté son accord avec le « Thing » de Frosta qui s'en tenant à l'ancien droit voulait réduire la garde qui accompagnait le prélat dans ses déplacements, Erik s'enfuit au Danemark et en appela à Rome. Avec le soutien moral du pape Innocent III mais surtout l'appui des Danois et d'Absalon archevêque de Lund, il suscita des révoltes pour lesquelles on rechercha de nouveau des prétendants parmi les bâtards vrais ou supposés de Magnus V Erlingson

## Les Baglers
L’archevêque Erik étant devenu aveugle ce fut Nicolas Arnesson également réfugié au Danemark et qui avait obtenu l’absolution pour avoir couronné Sverre qui est l’âme et le véritable chef de cette entreprise. En 1196 l’ensemble de l'épiscopat dirigé par Nicolas suscita un nouveau soulèvement qui s'empara du Vik et rejeta Sverre sur le Trondelag. Cette faction surnommée les « Bagels ou Baglers  » qui était composée des survivants des oppositions précédentes « Kuflungs » et « Varbelgs » ainsi que de troupes recrutées pour l'empereur d'Orient par Hreidar Sendemand, un gendre de Magnus V, se forme au Danemark sous la protection de l'archevêque Absalon. 
Les Baglers convoquèrent le « Borgarthing » qui proclame comme roi le jeune Inge Magnusson qu'ils affirmèrent être fils de Magnus V Erlingson mais que ses adversaires prétendaient être un Danois nommé Torgils Tufuskt. Le Lendermönd Halvard de Staastad d’Oppland se joint à eux et lorsque l’évêque Thorir d’Hamar meurt en février 1197 ils choisissent l’un de leur partisan Ivar Skjaalge pour lui succéder.
La même année, quoique battu à Oslo, les Baglers vinrent assiéger Nidaros dont ils s'emparèrent par trahison en capturant la flotte et détruisant le Sverreborg. Bergen fut brûlée et peu à peu ils contrôlèrent toute la côte. Seuls les fylker du Trondelag restaient entre les mains du roi. Ce dernier semblait défait sans rémission et l’évêque Nicolas qui le nommait le « prêtre Sverre » se réjouissait de sa chute. À la fin de 1198 le pape Innocent III lance l’Interdit sur le royaume de Norvège, excommunie Sverre et demande aux rois de Danemark et de Suède d’intervenir en faveur du clergé contre ce « monstre chargé de crimes ». 
Sverre lutta ainsi farouchement pendant cinq ans. Dans cette querelle il n'avait pas négligé l'aspect intellectuel des questions et pourvu d'arguments par son éducation religieuse, il composa lui-même en 1197 un ouvrage de polémique et d'actualité en langue populaire dirigé contre l'épiscopat et nommé « Discours contre les évêques »
En dépit des missives du pape Sverre réussit à maintenir des relations amicales avec les royaumes voisins. Knud VI de Danemark( † 1202) n’attaqua pas la Norvège malgré la perte de sa suzeraineté sur le Viken et le roi de suède Sverker II de Suède successeur de Knut Ier de Suède († 1196) reste amical et marie même son fils Karl († 1198) avec Ingeborg la fille de Sverre. Le jarl Birger Brosa demeura également fidèle et Sverre reçoit son fils Filip à sa cour et le nomma jarl d’Oppland et de Viken où il est tué en 1200 à Oslo par les Bagler.
En 1198 le roi Sverre laisse la garde de Bergen à son gendre Karl Sverkerson et marche vers Nidaros. Un chef Bagler Thorstein Kugad attaque la ville et tue le jeune jarl.
Au cours de l’hiver 1199 Sverre se trouvait au Trondelag où il construit une nouvelle flotte. Chacun des huit fylker du Trondelag avait promis d’équiper un grand vaisseau de guerre. Au printemps il quitte le Trondelag avec sa nouvelle flotte et rencontre les Bagler qui furent vaincus au combat naval de Strindsoe près de Nidaros le 18 juin 1199 Ils perdent leur flotte et une partie de leurs chefs de guerre. L’évêque Nicolas s’enfuit au Danemark d’où il ne reviendra pas avant la mort du roi.
Les Birkebeiner récupèrent le Hålogaland au nord pendant que le roi avec la flotte principal fait route vers le sud et passe l’hiver au Viken. Il a repris en main la quasi-totalité du royaume mais les forces des Bagler ne sont pas annihilées. Au cours de l’hiver 1199/1200 alors que Sverre se trouve à Oslo un rassemblement de forces venant de l’Oppland, du Viken du Telemark et de Tønsberg se joignent pour attaquer la ville par plusieurs côtés. Sverre devine leur plan et fait briser la glace afin de rendre la sortie du port possible. La discipline des vétérans du roi lui permet de se dégager et de s’échapper vers Bergen. Les Bagler attaquent la ville de Nidaros sans succès. 
Avant que l’hiver ne soit terminé le roi reprend l’offensive contre eux au Ranrike et dans les districts du sud du pays. Il les force à la retraite et place une forte garnison au Viken. L’un de leur principal chef Hreidar Sendemand se réfugie dans la citadelle de Tronsberg où le roi l’assiège à partir de septembre 1201 avec 1 000 hommes. Au bout de cinq mois Hreidar malade doit capituler en janvier 1202. Il fut généreusement épargné et pardonné par Sverre Sigurdsson ainsi que la garnison. La reddition de Tønsberg marqua la fin de la guerre. Cette victoire profita peu au roi tombé malade pendant le siège car il mourut presque aussitôt le vendredi 8 mars 1202 en recommandant à son fils et successeur Håkon III Sverreson de faire la paix avec l’église. Le prétendant Inge réduit à l'impuissance fut atteint dans sa fuite sur une île du lac Mjøsa et tué par des paysans dès la fin de 1202.

## La famille de Sverre
Sverre Sigurdsson eut deux épouses
1) Astrid Roesdatter dont :
- Cecilia Sverresdatter mariée avec Einar Prest tué par les Bagler en 1205 puis Gregorius Kik mort en 1223

- Ingeborg Sverresdatter mariée avec le prince suédois Karl Sverkerson tué en Norvège en combattant pour Sverre en 1198

2) en 1185 Margaret de Suède fille du roi de Suède Éric le Saint dont :
- Christine Sverresdatter morte en 1213 qui épouse le 3e roi des Bagler Philippe Simonsson de Norvège

Sverre avait eu auparavant deux fils aînés d'une femme inconnue :
- Sigurd Lavard mort en 1200 qui sera le père du roi Guttorm Sigurdsson.
- Haakon III de Norvège

## Postérité littéraire
En 1861 le grand écrivain norvégien Bjørnstjerne Bjørnson qui avait déjà fait apparâitre en 1857 Sverre Sigurdsson dans son petit acte Mellem Slagene (Entre les Batailles), publie un drame qui met en scène le roi : Kong Sverre (le Roi Sverre).